# Dona Eusébia
Dona Eusébia este un oraș în Minas Gerais (MG), Brazilia.